# Erynia delpiniana
Erynia delpiniana är en svampart som först beskrevs av Fridiano Cavara, och fick sitt nu gällande namn av Humber 1981. Erynia delpiniana ingår i släktet Erynia och familjen Entomophthoraceae.   Inga underarter finns listade i Catalogue of Life.